# 日本における学校職員の種類
学校職員の種類（がっこうしょくいんのしゅるい）においては、学校職員の種類について解説する。

## 職位

### 総長
法令に規定なし。
大学や高等学校など複数校を設置する学校法人などが、連合体をなす場合におかれることがある。職務は設置者や法人などにより異なるが、学校法人の理事長職が就く事例が多い。国立大学法人法は国立大学法人の役員の長は学長、と定めているが、旧帝国大学の学長は慣例から総長と称する。

### 校長（学校長）・園長・学長
学校教育法が規定する職。大学および幼稚園を除く学校は校長、幼稚園は園長、大学は学長。
学校、幼稚園、大学、における最上位職名で、いずれも必置である。校長は校務をつかさどり、所属職員を監督する。職名は校長だが学校長とも称され、大学や短期大学では学長、幼稚園では園長と称される。学長は、校務をつかさどり、所属職員を統督する。学長は教授や専任事務職員から多く選出される。校長などは教員と区別して扱われる場合が多い。当然管理職に該当する。

### 副校長・副園長・副学長
学校教育法が規定する職。大学および幼稚園を除く学校は副校長、幼稚園は副園長、大学は副学長。高等専門学校は法令に規定なし。東京都では教頭を「副校長」と称しており、副校長を置いている学校では教頭の設置が免除される。
副校長は校長を、副園長は園長を、副学長は学長をそれぞれ助け、命を受けて校務や園務をつかさどる。職位上は教頭だが対外的に副校長と称す学校もある。副学長は大学教員であり、教授や専任事務職員から多く選出される。教員の一群と扱う場合も散見されるが、一般に管理職と扱われる。

### 学部長・短期大学部長・研究科長（高等教育のみ）
学校教育法が規定する職。研究科長、高等専門学校の副校長、短期大学部長は法令に規定なし。小中高における教頭と同じ役割を果たす。
学部長は学部に関する校務をつかさどる。教員である教授の昇格職ではなく教授会構成員から学部内の教授会選挙で多く選任される。短期大学部長は大学が併設する「短期大学部」に置かれる役職である。研究科長は大学院の組織である研究科に関する校務を行い、大学院重点化を施行する大学では基盤学部の学部長が多く兼務している。一般に管理職と扱われる。単科大学では、副学長が学部長を兼任していることが多い。

### 学科長・課程長・専攻長（高等教育のみ）
法令に規定なし。
高等教育を行う教育機関の学科長、課程長、専攻長は学校職員充て職である。短期大学を除く大学では、学部長や研究科長を助け学科、課程、専攻に関する校務を整理する。短期大学では、学長や短期大学部長を助け学科に関する校務を行う。管理職とみなされることもある。

### 教頭・副教頭（高等教育を除く）
教頭は校長、園長、副校長、副園長を助け、校務を整理し、必要に応じ幼児の保育、児童や生徒の教育をつかさどる。高校では副校長を置かない限り、それ以外では副校長・副園長を置くかその他特別の理由がある場合を除いて必置である。教員の一群(教員の頭)として扱う事例が多い。一般に管理職と扱われる。教頭を2名置いている学校では、教頭の経験年数が少ない方を「副教頭」と通称していることが多い。

### 主幹教諭・指導教諭（高等教育を除く）
主幹教諭は校長、園長、副校長、副園長、教頭を助け、命を受けて校務の一部を整理し、必要に応じて幼児の保育、児童や生徒の教育をつかさどる。学校の実情に応じ、「養護をつかさどる主幹教諭」や「栄養の指導及び管理をつかさどる主幹教諭」を置くこともできる。指導教諭は幼児の保育・児童や生徒の教育をつかさどり、教諭その他の職員へ保育・教育の改善と充実のために必要な指導及び助言を行う。地域により、東京都や大阪府などは主幹教諭を原則必置とし、大阪などは「首席」と称する。教員の一群として扱う事例が多く、一般に管理職には含まれない。

### 主任・主事（就学前教育から高等教育に共通）
一部について学校教育法施行規則や各都道府県条例などが規定する職
教員の充て職として考えられている。短期大学と大学院を含む大学、高等専門学校の主任は、教育研究の単位とされる講座や学科目、教育研究の基盤となる研究室、などを率いる者が充てられる。幼稚園、小学校、中学校、高等学校、中等教育学校、特別支援学校、義務教育学校では、校務分掌における主任や主事に教諭や指導教諭が多く充てられる。例えば中学校では、学校教育法施行規則が、担当する校務を整理する主幹教諭を置かない限り教務主任・学年主任・保健主事・生徒指導主事・進路指導主事は必置と定めている。これに加え教科主任も必置とする東京都立中学校のように、自治体単位で規定を加えることもある、特に高度な知識や経験を要する教諭や養護教諭に、主任教諭や主任養護教諭などの職階を設ける自治体もある。一般に管理職には含まれない。
高等専門学校の主事は教務主事、学生主事、寮務主事があり、それぞれ学校教育、学生生活、寮生活等を掌る。副校長相当の管理職に該当する。

### 教員（一般的な教員）
学校教育法が規定する職。
学生、生徒、児童などに教育などを行う。就学前教育、初等教育、中等教育の課程を担当する場合、原則として教育職員免許状を有していなければならない。
就学前教育から中等教育では教諭が幼児の保育、児童や生徒の教育をつかさどる。助教諭は教諭の職務を助け、講師は教諭又は助教諭に準ずる職務に従事する。高等教育では教授、准教授、助教、講師などの職階が学生を教授し、その研究を指導し、又は研究に従事するとともに、助手は所属する組織における教育研究の円滑な実施に必要な業務に従事する。教諭は特別な事情で助教諭を代替する場合を除き必置である。教授は必置だが、教育研究上の組織編成として適切と認められる場合は准教授、助教、助手は配置せずともよい。副校長、副園長、副学長、教頭、学部長、研究科長、養護教諭、栄養教諭なども教員の一群として扱う事例が多い。講師に関しては非常勤の場合もある。

### 養護教諭・養護助教諭
学校教育法が規定する職。
就学前教育から中等教育で幼児、児童及び生徒の養護をつかさどる。主に怪我や疾病の応急処置、健康診断、身体測定など、在校生の健康管理を行う。小学校、中学校、特別支援学校は養護をつかさどる主幹教諭を配置する場合や特別な事情で養護助教諭を代替する場合を除いて必置である。

### 養護職員・保健職員・医務職員
学校関係の法令に規定なし。
学校の保健業務を、養護教諭、養護助教諭、学校医のもとで務める。准看護師、看護師、助産師、保健師などが多いが必須要件ではない。

### 栄養教諭
学校教育法が規定する職。
幼児、児童及び生徒の栄養の指導及び管理をつかさどる。養護教諭と連携し、児童、生徒の発育に必要な栄養状態の管理や栄養教育を務める。2005年に新設された職で栄養教諭普通免許状を有していなければならない。学校教育法では幼稚園、小学校、中学校、高等学校、中等教育学校、特別支援学校、義務教育学校に置くことができるが、多くは拠点校に勤務する1 - 2人が複数校を担当している。
給食がセンター方式の場合は拠点校に籍を置きながら、普段は給食センターで勤務することとなる。

### 学校栄養職員
学校給食法が規定する職。
学校給食の栄養に関する専門的事項をつかさどる。管理栄養士もしくは栄養士の免許が必須である。

### 学校医・学校歯科医・学校薬剤師
学校保健安全法が規定する職。
学校における保健管理に関する専門的事項に関し、技術及び指導に従事する。それぞれ医師、 歯科医師、薬剤師のうちから任命ないし委嘱される。学校医はすべての学校に、学校歯科医および学校薬剤師は大学を除くすべての学校に配置が定められ、非常勤職員が多い。学校薬剤師は学校薬事衛生（医薬品、毒物、劇物、保健管理に必要な用具と材料）、学校環境衛生（換気、採光、照明など）の維持管理に関する専門的事項や指導・助言者としての職務が義務づけられ、2009年からは健康相談、保健指導にも従事するよう求められている。

### 実習助手（後期中等教育のみ）
学校教育法が規定する職。
実験又は実習について、教諭の職務を助ける。後期中等教育段階を含む学校に配置される。

### 部活動指導員（中等教育のみ）
学校教育法施行規則が規定する職。
学校におけるスポーツ、文化、科学等に関する教育活動（学校の教育課程として行われるものを除く。）に係る技術的な指導に従事する。中等教育段階を含む学校に配置される。

### スクールカウンセラー・スクールソーシャルワーカー
学校教育法施行規則が規定する職。
スクールカウンセラーは幼児、児童及び生徒の心理を支援する。スクールソーシャルワーカーは幼児、児童及び生徒の福祉を支援する。文部科学省の任用規程は臨床心理士、精神科医、大学教員が資格要件で、2017年に省令が改正された。公立の初等中等教育機関へのスクールカウンセラーの配置や派遣は2001年度以降に制度化された。

### 事務職員・学校事務職員・大学事務職員
学校教育法が規定する職。
学校事務をつかさどる。事務職員は、上級充て職として事務長や事務主任が設けられている。事務長は、校長の監督を受け、事務職員その他の職員が行う事務を総括する。事務主任は、校長の監督を受け、事務に関する事項について連絡調整及び指導、助言に当たる。後期中等教育段階を含む学校においては事務長は必置である。事務長に関しては一般に管理職と扱われる。

### 技術職員
学校教育法が規定する職。
学校で技術的職務に従事する。

### 学校用務員
学校教育法施行規則に規定する職。
学校用務員は学校の環境の整備その他の用務に従事する。校務員や学校主事などの呼称も見られる。

### 学校司書・司書助手
学校図書館法が規定する職。
学校司書は、初等中等教育を行う学校で、学校図書館の運営を改善して向上して児童、生徒、教員の利用を促すため学校図書館に専務する職員で、司書教諭のほかに配置される。国及び地方公共団体は、学校司書の資質の向上を図るために研修の実施その他の必要な措置を講ずるよう努めなければならない。司書助手は学校司書の職名の一つである。なお、司書教諭は教諭の充て職である。

### 司書・司書補
関係法令に規定なし。
司書と司書補は、主に高等教育の図書館の業務に従事する職員の職名の一つで、大学図書館など独立した部署の職員に多く見られ、公共図書館の司書や司書補となる資格を有する者が多い。資格を問わず、助手など教育職、副手など教務職、事務職、技術職、らが司書を兼務する事例も見られる。

### 調理師・調理員
関係法令に規定なし。
調理師は学校給食や食堂などの食事を調理する。多くの調理員は調理師資格を有さないが、調理師が配置されている場合は調理師のもとで調理する。

### 寄宿舎指導員
学校教育法が規定する職。
学校の寄宿舎で児童、生徒、幼児の日常生活を世話して生活指導する。